# Peter Norman Nissen
Peter Norman Nissen (6. august 1871 – 2. marts 1930) var en amerikansk-canadisk-britisk ingeniør, som er mest kendt som opfinderen af Nissenhytten under 1. Verdenskrig. 

## Familie og unge år
Peter Norman Nissens familie stammede fra Bov sogn i Sønderjylland, men i 1794 blev en af hans forfædre udnævnt til toldembedsmand i Egersund i Norge, som dengang var en del af det danske rige. I 1857 udvandrede Peter Nissens far – Georg Herman Nissen – til Amerika, hvor han ville arbejde med bygning af træskibe. Ved ankomsten opdagede han, at det var der ingen fremtid i, og i stedet blev han trukket med af guldfeberen og kom til at arbejde med fremstilling af mineudstyr. Han opfandt selv en ny form for stampemølle, og efter at han var blevet gift i 1868 med Annie Lavinia Fitch flyttede familien med, efterhånden som han skiftede mellem minerne. 
Peter Norman Nissen blev født 6. august 1871. Det vides ikke med sikkerhed hvor han blev født, men familien var tidligere på året flyttet fra Canada og befandt sig i løbet at året i New York og North Carolina. De følgende år blev familien i North Carolina, og her fik Nissen også sin første uddannelse ved Trinity College i 1887-1891. 
I 1891 flyttede familien til Nova Scotia i Canada og Nissen fortsatte sin uddannelse på Queens College i Kingston, Ontario hvor han blev uddannet indenfor minedrift. På dette uddannelsessted var der et redskabsskur, hvis udformning senere blev inspiration for Nissen, da han udformede sin berømte hytte. 
Nissen afsluttede sine studier uden at tage den afsluttende eksamen, og begyndte at lede efter guldforekomster i det nordlige Ontario, hvor han tidligere havde fundet en guldforekomst under en ferie. Senere havde han forskellige jobs indenfor mineindustrien, tilsyneladende ofte i forbindelse med sin fars stampemøller. Med tiden begyndte Nissen også at arbejde på forbedringer af stampemøllen, og det kom til en del konflikter mellem far og søn om hvem der var ophavsmand til hvad. 
I 1910 flyttede Peter Nissen, som i mellemtiden var blevet gift og havde fået familie, til England hvor han indgik en aftale med en engelsk virksomhed om produktion og salg af Nissen stampemøller i hele verden undtagen Nordamerika og Australien. Senere flyttede han til Sydafrika, men efter at 1. verdenskrig var brudt ud i august 1914, vendte han tilbage til England, og selv om han på daværende tidspunkt var midt i fyrrerne lykkedes det ham at blive udnævnt til sekondløjtnant i januar 1915. I første omgang gjorde han tjeneste i et infanteriregiment, men i maj 1915 blev han overført til ingeniørtropperne. 
I starten af 1916 var han stationeret i nærheden af Ypres. De britiske tropper stod her overfor et alvorligt problem. Husene i området var blevet ødelagt i krigen, og det var derfor ikke muligt at indkvartere tropperne på sædvanlig vis. Nissen foreslog at indkvartere tropperne i præfabrikerede halvrunde hytter, og i løbet af foråret 1916 blev Nissenhytten skabt.
Efter krigens slutning i november 1918 fortsatte Nissen med at fremstille sine hytter, og de fandt anvendelse utallige steder. 
Nissens kone Louisa døde af lungebetændelse i juli 1923. Året efter giftede han sig med Lauretta Maitland. Nissen døde af lungebetændelse den 2. marts 1930 i Westerham i England.